# لويس كوربيلو
لويس كوربيلو (بالإسبانية: Luis Curbelo)‏ هو لاعب كرة قدم أوروغواياني، ولد في 21 يونيو 1972. لعب مع نادي ليفربول.